# Kanton Bidache
Der Kanton Bidache war von 1790 bis 2015 ein französischer Wahlkreis im Arrondissement Bayonne, im Département Pyrénées-Atlantiques und in der Region Aquitanien; sein Hauptort war Bidache. Der Kanton war 161,64 km² groß und hatte im Jahr 1999 4.355 Einwohner.

## Gemeinden
Der Kanton bestand aus sieben Gemeinden:
| Gemeinde            | Einwohner Jahr | Fläche km² | Bevölkerungsdichte | Code INSEE | Postleitzahl |
| ------------------- | -------------- | ---------- | ------------------ | ---------- | ------------ |
| Arancou             | 139 (2013)     | 5,3        | 26 Einw./km²       | 64031      | 64270        |
| Bardos              | 1.723 (2013)   | 42,53      | 41 Einw./km²       | 64094      | 64520        |
| Bergouey-Viellenave | 125 (2013)     | 11,37      | 11 Einw./km²       | 64113      | 64270        |
| Bidache             | 1.327 (2013)   | 30,43      | 44 Einw./km²       | 64123      | 64520        |
| Came                | 879 (2013)     | 33,9       | 26 Einw./km²       | 64161      | 64520        |
| Guiche              | 949 (2013)     | 24,84      | 38 Einw./km²       | 64250      | 64520        |
| Sames               | 687 (2013)     | 13,26      | 52 Einw./km²       | 64502      | 64520        |